# Scotopteryx scotica
Scotopteryx scotica là một loài bướm đêm trong họ Geometridae.